# Saint-Masmes
Saint-Masmes és un municipi francès, situat al departament del Marne i a la regió del Gran Est. L'any 2007 tenia 452 habitants.

## Demografia

### Població
El 2007 la població de fet de Saint-Masmes era de 452 persones. Hi havia 168 famílies, de les quals 30 eren unipersonals (15 homes vivint sols i 15 dones vivint soles), 46 parelles sense fills, 73 parelles amb fills i 19 famílies monoparentals amb fills.
La població ha evolucionat segons el següent gràfic:
Habitants censats

### Habitatges
El 2007 hi havia 178 habitatges, 170 eren l'habitatge principal de la família, 1 era una segona residència i 7 estaven desocupats. 175 eren cases i 2 eren apartaments. Dels 170 habitatges principals, 124 estaven ocupats pels seus propietaris, 40 estaven llogats i ocupats pels llogaters i 7 estaven cedits a títol gratuït; 2 tenien una cambra, 3 en tenien dues, 9 en tenien tres, 48 en tenien quatre i 108 en tenien cinc o més. 147 habitatges disposaven pel capbaix d'una plaça de pàrquing. A 68 habitatges hi havia un automòbil i a 91 n'hi havia dos o més.

### Piràmide de població
La piràmide de població per edats i sexe el 2009 era:
| Homes | Edats   | Dones |
| ----- | ------- | ----- |
| 0     | 95 o +  | 0     |
| 0     | 90 a 94 | 0     |
| 0     | 85 a 89 | 4     |
| 0     | 80 a 84 | 0     |
| 12    | 75 a 79 | 4     |
| 12    | 70 a 74 | 4     |
| 12    | 65 a 69 | 20    |
| 8     | 60 a 64 | 12    |
| 8     | 55 a 59 | 4     |
| 20    | 50 a 54 | 20    |
| 16    | 45 a 49 | 8     |
| 32    | 40 a 44 | 20    |
| 32    | 35 a 39 | 16    |
| 4     | 30 a 34 | 40    |
| 16    | 25 a 29 | 4     |
| 8     | 20 a 24 | 0     |
| 24    | 15 a 19 | 20    |
| 32    | 10 a 14 | 16    |
| 20    | 5 a 9   | 36    |
| 8     | 0 a 4   | 16    |

## Economia
El 2007 la població en edat de treballar era de 309 persones, 227 eren actives i 82 eren inactives. De les 227 persones actives 206 estaven ocupades (118 homes i 88 dones) i 22 estaven aturades (8 homes i 14 dones). De les 82 persones inactives 13 estaven jubilades, 35 estaven estudiant i 34 estaven classificades com a «altres inactius».

### Ingressos
El 2009 a Saint-Masmes hi havia 177 unitats fiscals que integraven 455 persones, la mediana anual d'ingressos fiscals per persona era de 19.332 €.

### Activitats econòmiques
Dels 11 establiments que hi havia el 2007, 1 era d'una empresa alimentària, 1 d'una empresa de construcció, 4 d'empreses de comerç i reparació d'automòbils, 1 d'una empresa financera, 1 d'una empresa immobiliària, 1 d'una empresa de serveis i 2 d'empreses classificades com a «altres activitats de serveis».
L'únic servei als particulars que hi havia el 2009 era una agència immobiliària.
L'únic establiment comercial que hi havia el 2009 era una fleca.
L'any 2000 a Saint-Masmes hi havia 5 explotacions agrícoles.

## Equipaments sanitaris i escolars
El 2009 hi havia una escola elemental integrada dins d'un grup escolar amb les comunes properes formant una escola dispersa.

## Poblacions més properes
El següent diagrama mostra les poblacions més properes.